# Pandharpur

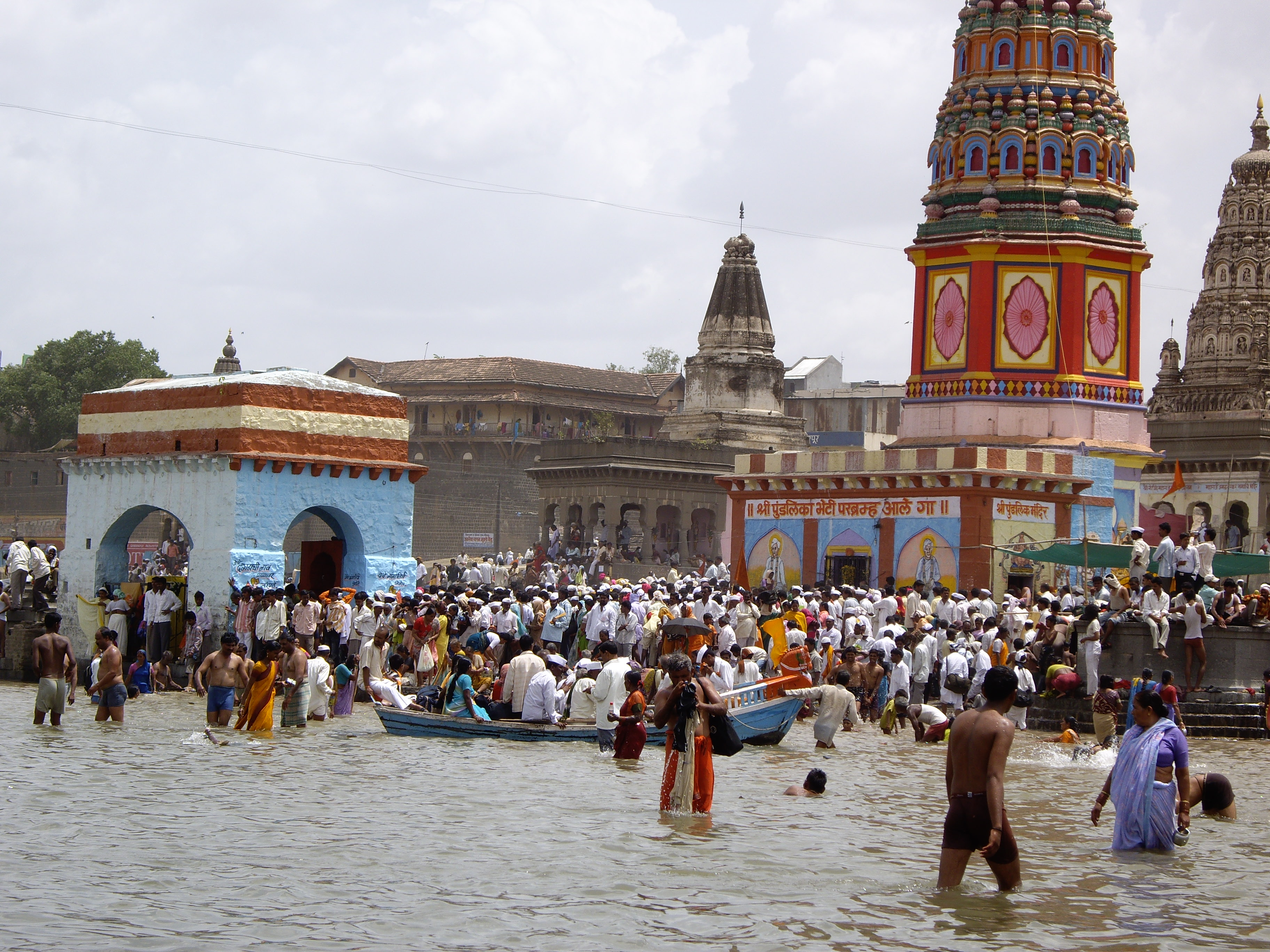
Pilger an den Ghats von Pandharpur

Pandharpur ist eine Großstadt mit ca. 110.000 Einwohnern im Bundesstaat Maharashtra im Westen Indiens. Sie ist Teil des Distrikts Solapur. Pandharpur wird als Municipal Council verwaltet und ist in 33 Wards gegliedert. Die Stadt ist ein Pilgerort und gilt vielen Hindus als heilig.

## Lage und Klima
Pandharpur liegt in einer Höhe von ca. 450 m am Fluss Bhima. Bis nach Mumbai sind es ca. 360 km in nordwestlicher Richtung; die Distriktshauptstadt Solapur ist nur ca. 75 km in östlicher Richtung entfernt. Das Klima ist warm bis heiß; Regen (ca. 600–800 mm/Jahr) fällt überwiegend während der sommerlichen Monsunzeit.

## Bevölkerung
Knapp 90 % der Bevölkerung sind Hindus, ca. 7,5 % sind Muslime, ca. 1,5 % sind Jainas und ca. 1,2 % sind Buddhisten; die übrigen indischen Religionen bilden kleine Splittergruppen. Wie in Nord- und Mittelindien üblich, ist der Anteil der männlichen Bevölkerung ca. 5 % höher als der weibliche.

## Geschichte
Die Ursprünge der Stadt liegen im Dunkeln; wahrscheinlich ist sie sehr alt. Die ältesten erhaltenen Inschriften stammen aus dem 12./13. Jahrhundert. Im 13. Jahrhundert lebte der Mystiker Dnyaneshwar eine Zeit lang hier. Allmählich entwickelte sich die Stadt zu einem bedeutenden Pilgerort.

## Sehenswürdigkeiten
- Pandharpur ist in Indien berühmt wegen der hier schon lange praktizierten Verehrung des Gottes Vithoba (auch Vitthala), der als Manifestation des hinduistischen Hauptgottes Vishnu bzw. von dessen Erscheinungsform Krishna angesehen wird. Der diesbezügliche Tempelkomplex liegt am Ufer des Flusses Bhima. Alljährlich seit etwa 700 Jahren sind Stadt und Fluss Ende Juni/Anfang Juli das Ziel von zigtausenden von Warkari-Pilgern (meist von Dehu oder Alandi ausgehend); doch auch an anderen Tagen ist eine religiös geprägte Atmosphäre allenthalben spürbar.
- Ebenfalls am Fluss befindet sich ein neuzeitlicher Tempelkomplex der Hare-Krishna-Bewegung.
- Entlang des Flussufers befinden sich zahlreiche Ghats für die religiösen Reinigungszeremonien.